# 제40회 일본 중의원 의원 총선거
 제40회 중의원 의원 총선거(40회 중의원 의회 총선거)는 1993년 (헤이세이 5년) 7월 18일에 행해진 중의원 의원 총선거이다.

## 개설
전년의 제16회 참의원 의원 통상 선거에서 의석을 획득한 일본신당과 선거 직전에 자민당으로부터 탈당한 의원들이 중심이 되어 결성된 신생당이나 신당사끼가께가 약진해 「신당 붐」이 일어났다. 당의 분열로 인한 과반 의석이 무너지고 있던 중, 갑작스럽게 치러진 총선거였기 때문에 신생당이나 신당 사키가케로 당적을 바꾼 전직의 구멍을 메울 후보자(이른바 자객)의 선출이 늦었던 자민당은, 공시 전 의석을 유지하는 것에 그쳐, 결국 단독 과반수를 획득하지는 못했다. 한편, 일본 사회당은 「신당 붐」에 매몰 하는 형태로 55년 체제 이후 최소 의석 수가 되었다. 일본 공산당이 1석 감소한 것 외에, 타 당은 모두 동일하거나 의석이 늘어 사회당의 의석 수 감소가 두드러지는 형태가 되었다. 양 당이 모두 목표 의석을 큰 폭으로 밑돌아, 기존 정당에 대한 국민의 불신감을 증명하는 결과가 되었다.
사회당, 신생당, 공명당, 민사당, 사회민주연합 등 5개 정당은 선거 전부터 연립정권을 위한 협의를 시작하고 있었지만, 총 195석에 그쳐 과반수에는 미치지 못하였고, 자민당도 223석에 그쳐 과반에 미달했기 때문에, 일본신당과 신당 사키가케가 캐스팅보트를 잡았다. 쌍방 교섭의 결과, 위 7개 정당과 민주개혁연합은 비자민·비공산 연립정권 수립에 합의하였다. 이 결과 55년 체제가 붕괴, 일본신당 대표의 호소카와 모리히로를 수반으로 하는 호소카와 내각이 성립했다.
자민당은 공시 전 의석을 유지해, 중의원 제 1당이었음에도 불구하고, 창당 이후 처음으로 야당으로 전락했다. 한편, 사회당은, 좌우 통일이래의 최저 의석 수면서, 제 1 여당으로서 중의원 의장과 4명의 국무 대신 그리고 4명의 장관을 획득했다. 사회당에 있어서는, 타 당과의 협조가 당의 존재 의의를 퇴색시키거나 노선 변경을 강요하는 요인이 되었기 때문에, 집권 여당이었음에도 불구하고, 오히려 양대 정당의 실력자로서 역할을 상실한 치명적인 전환점이 되었다. 비자민당세의 대약진으로 주목을 끈 선거이지만, 투표율은 과거를 통틀어 가장 낮았다.
40회 중의원의원 총선거에서는 일본 신당에서 에다노 유키오, 마에하라 세이지, 노다 요시히코, 가이에다 반리 등 이후 민주당 정권에 입각하는 정치인들이 처음 당선되었고, 자민당에서도 아베 신조, 시오자키 야스히사, 노다 세이코 등이 초선이 되는 등 여야 불문하고 이후 일본의 정치에 영향을 미치는 주요 인물들이 대거 당선되었다.

## 선거 데이터

### 내각
- 미야자와 개조내각

### 해산일
- 1993년 (헤이세이 5년) 6월 18일

#### 해산명
- 거짓말쟁이 해산
- 정치 개혁 해산

### 공시일
- 1993년(헤이세이 5년) 7월 4일

7월 7일부터 9일까지 예정되어 있는 도쿄 서미트를 앞에 두고, 정치적 및 경비상 이유로부터 정부측은 7월 11일공시·25일 투표를 바랐다. 그러나 자유민주당측은, 22일로 예정된 간마루 신의 탈세 사건의 첫 공판이 선거에 악영향을 미치는 것을 무서워해 4일 공시·18일 투표를 요구했다. 최종적으로 당 측이 강행하는 형태가 되어, 수상(당총재)인 미야자와 기이치의 리더십 저하라는 인상을 남기게 되었다.

### 투표일
- 1993년(헤이세이 5년) 7월 18일

### 의석 수
- 511 (1석 감소)

### 선거 제도
- 중선거구제

## 주된 쟁점

### 정책
- 정치 개혁

### 정국
- 신생당을 축으로 한 정권 교대의 시비

## 선거 결과

### 투표율
- 67.26%

※자치성 집계

### 정당
|                   |                   |                   |            |       |        |      |      |       |  |  |
| 정당              | 정당              | 후보자            | 득표       | 득표  | 득표   | 의석 | 의석 | 의석  |  |  |
| 정당              | 정당              | 후보자            | 득표수     | %     | ±      | 의석 | ±    | %     |  |  |
|                   | 자유민주당        | 285               | 22,999,646 | 36.62 | –9.52  | 223  | –52  | 43.64 |  |  |
|                   | 일본 사회당       | 142               | 9,687,588  | 15.43 | –8.96  | 70   | –66  | 13.70 |  |  |
|                   | 신생당            | 69                | 6,341,364  | 10.10 | +10.10 | 55   | +55  | 10.76 |  |  |
|                   | 공명당            | 54                | 5,114,351  | 8.14  | +0.16  | 51   | +6   | 9.98  |  |  |
|                   | 일본신당          | 57                | 5,053,981  | 8.05  | +8.05  | 35   | +35  | 6.85  |  |  |
|                   | 일본 공산당       | 129               | 4,834,587  | 7.70  | –0.26  | 15   | –1   | 2.94  |  |  |
|                   | 민사당            | 28                | 2,205,682  | 3.51  | –1.33  | 15   | +1   | 2.94  |  |  |
|                   | 신당 사키가케     | 16                | 1,658,097  | 2.64  | +2.64  | 13   | +13  | 2.54  |  |  |
|                   | 사회민주연합      | 4                 | 461,169    | 0.73  | –0.13  | 4    | ±0   | 0.78  |  |  |
|                   | 기타              | 62                | 143,486    | 0.23  | –0.29  | 0    | –1   | 0.00  |  |  |
|                   | 무소속            | 109               | 4,304,188  | 0.73  | –0.47  | 30   | +9   | 5.87  |  |  |
| 유효              | 유효              | 유효              | 62,804,145 | 98.83 |        |      |      |       |  |  |
| 기권/무효         | 기권/무효         | 기권/무효         | 743,674    | 1.17  |        |      |      |       |  |  |
| 합계              | 합계              | 955               | 63,547,819 | 100   | 0      | 511  | –1   | 100   |  |  |
|                   |                   |                   |            |       |        |      |      |       |  |  |
| 등록유권자/투표율 | 등록유권자/투표율 | 등록유권자/투표율 | 94,477,816 | 67.26 |        |      |      |       |  |  |

### 임원
자유민주당
총재·미야자와 기이치
간사장·가지야마 세이로쿠
총무회장·사토 다카유키
정무 조사회장·미쓰즈카 히로시
국회 대책 위원장·가와라 쓰토무
참의원의원 회장·사이토 주로
일본 사회당
위원장·야마하나 사다오
부위원장·사토 간주
시마사키 유즈루
와다 시즈오
서기장·아카마쓰 히로타카
정책 심의회장·우에하라 야스시조
국회 대책 위원장·무라야마 도미이치
참의원의원 회장·하마모토 만소
신생당
당수·하타 쓰토무
대표 간사·오자와 이치로
정책 위원회 책임자·아이치 가즈오
정무 의회 운영 간사·와타나베 고조
공명당
위원장·이시다 고시로
부위원장·오미 미기부
쿠로야나기 아키라
곤도 쓰네오
서기장·이치카와 유이치
정책 심의회장·후타미 노부아키
국회 대책 위원장·간자키 다케노리
참의원의원 회장·오쿠보 나오히코
최고고문·다케이리 요시카쓰
야노 준야
일본신당
대표·호소카와 모리히로
의원 총회장·다케다 구니타로
정책 위원회 책임자·나카지마 아키오
민사당
위원장·오우치 게이고
부위원장·오자와 데이코
누키야마 에이코
서기장·요네자와 다카시
정책 심의회장·나카노 칸세이
국회 대책 위원장·간다 아쓰시
참의원의원 회장·요시다 유키히사
상임 고문·쓰카모토 사부로
신당사끼가께
대표·다케무라 마사요시
대표 대행·타나카수정
대표 간사·소노다 히로유키
정책국장·야나세 스스무
사민연
대표·에다 사쓰키
부대표·나라사키미지조
서기장·아베 쇼고
국회 대책 위원장·아베 쇼고(겸)
정책 위원회 책임자·간 나오토
일본 공산당
의장·미야모토 겐지
위원장·후와 데쓰조
부위원장·우에다 고이치로
오가사와라 사다코
가네코 미쓰루
하시노토 아쓰시
마쓰모토 젠메이
서기국장·시이 가즈오
정책 위원회 책임자·이치다 다다요시
국회 대책 위원장·데라마에 겐
참의원의원 단장·다치키 히로시

## 의원

### 이 선거로 당선
자민당   사회당   신생당   공명당   일본신당  민사당   공산당   전조   사민연   무소속 
| 홋카이도   | 1구     | 마치무라 노부타카     | 오사나이 쥰이치     | 이토 히데코         | 아라이 사토시         | 사토 시즈오       | 2구  | 이마즈 히로시     | 이가라시 고조       | 사사키 히데노리     | 카네타 에이코우     |                    |  |
| 홋카이도   | 1구     | 이케다 류이치         |                     |                     |                       |                   | 3구  | 사토 다카유키     | 하치로 요시오       | 카네타 세이이치     |                     |                    |  |
| 홋카이도   | 4구     | 하토야마 유키오       | 타카하시 타츠오     | 이케하타 세이치     | 와타나베성1           | 코다이라 타다마사 | 5구  | 나카가와 쇼이치   | 키타무라 나오토     | 타케베 츠토무       | 스즈키 무네오       | 나가이 테츠오      |  |
| 아오모리현 | 1구     | 타나부 마사미         | 오오시마 타다노리   | 츠시마 유지         | 이마무라 오사무       |                   | 2구  | 키무라 모리오     | 다케우치 레이이치   | 다자와 기치로       |                     |                    |  |
| 이와테현   | 1구     | 다마자와 토쿠이치로우 | 스즈키 슌이치       | 쿠도 켄타로         | 나카무라 츠토무       |                   | 2구  | 오자와 이치로     | 사와후지 레이지로   | 시가 세쓰           |                     |                    |  |
| 미야기현   | 1구     | 아이치 카즈오         | 미츠즈카 히로시     | 오카자키 토미코     | 치바 쿠니오           | 이토 소이치로     | 2구  | 키쿠치 후쿠지로우 | 히노 이치로         | 오오이시 마사미츠   |                     |                    |  |
| 아키타현   | 1구     | 사토 타카오           | 노로타 호세이       | 후타다 코지         | 하타케야마 켄지로우   |                   | 2구  | 무라오카 카네조   | 사사야마 노보루생   | 미노리카와 히데후미 |                     |                    |  |
| 야마가타현 | 1구     | 카노 미치히코         | 콘도철웅            | 엔도 토시아키       | 엔도 노보루           |                   | 2구  | 카토 코이치       | 아베 쇼고           | 치카오카 리이치로   |                     |                    |  |
| 후쿠시마현 | 1구     | 가네코 도쿠노스케     | 네모토 타쿠미       | 마시코 데루히코     | 사토 타츠오           |                   | 2구  | 와타나베 코조     | 사이토 후미아키     | 겐바 코이치로       | 호즈미 요시유키     | 아라이 히로유키    |  |
| 후쿠시마현 | 3구     | 타나카 나오키         | 코바타 히로미치     | 사카모토 고우지     |                       |                   |      |                   |                     |                     |                     |                    |  |
| 이바라키현 | 1구     | 쓰카다 노부미쓰       | 누카가 후쿠시로     | 나카야마 토시오     | 하나시 노부유키       |                   | 2구  | 카지야마 세이로쿠 | 오오하타 아키히로   | 츠카하라 준뻬이     |                     |                    |  |
| 이바라키현 | 3구     | 나카무라 키시로우     | 니와 유우야         | 아카기 노리히코     | 후타미 노부아키       | 타케우치 타케시   |      |                   |                     |                     |                     |                    |  |
| 도치기현   | 1구     | 와타나베미치오        | 후나다 겐           | 야나세 스스무       | 코바야시 마모루       | 하스미 스스무     | 2구  | 모테기 토시미츠   | 후지오 마사유키     | 야마오카 켄지       | 아오야마 후미       | 칸다 아츠시        |  |
| 군마현     | 1구     | 오미 코지             | 사타 겐이치로       | 다나베 마코토       |                       |                   | 2구  | 야츠 요시오       | 사사가와요          | 나카지마 요지로     |                     |                    |  |
| 군마현     | 3구     | 오부치 게이조         | 후쿠다 야스오       | 야마구치학남        | 나카소네 야스히로     |                   |      |                   |                     |                     |                     |                    |  |
| 사이타마현 | 1구     | 이마이 히로시         | 후쿠토메 다이조우   | 마츠나가 히카루     | 이시다 카츠유키       |                   | 2구  | 야마구치 도시오   | 이가라시 후미히코   | 미야치 쇼스케       | 야지마 츠네오       | 고미야마 주시로    |  |
| 사이타마현 | 3구     | 마스다 토시오         | 가토 다쿠지         | 이토야마 에이타로   |                       |                   | 4구  | 타케야마 유리코   | 야마다 에이스케     | 호소카와 리츠오     | 미츠바야시미타로    |                    |  |
| 사이타마현 | 5구     | 우에다 키요시         | 에다노 유키오       | 와카마츠 카네시게   | 후쿠나가 노부히코     |                   |      |                   |                     |                     |                     |                    |  |
| 지바현     | 1구     | 노다 요시히코         | 오카지마 마사유키   | 토리 카즈오         | 우스이 히데오         | 시이 카즈오       | 2구  | 미즈노 키요시     | 지츠카와 유키오     | 하야시 모토오       | 스도우 히로시       |                    |  |
| 지바현     | 3구     | 모리 에이스케         | 하마다 야스카즈     | 오오키 타다시오     | 나카무라 쇼우자부로우 | 이시바시 가즈야미 | 4구  | 정 오쿠 사다오    | 카노 마사루         | 나가하마 히로유키   | 토미타 시게유키     | 타나카 코우        |  |
| 가나가와현 | 1구     | 나카다 히로시         | 우에다 이사무       | 오코노기 하치로     | 이토 시게루           |                   | 2구  | 나가이 에이지     | 코이즈미 쥰이치로   | 이치카와 유이치     | 마츠자와 시게후미   | 바위 스도시 요시오 |  |
| 가나가와현 | 3구     | 후지이 히로히사       | 아마리 아키라       | 카와카미 노부오     | 카토 마게치           | 나카지마 아키오   | 4구  | 사토 켄이치로     | 우에다 아키라홍     | 요네다 켄조         | 츠치다 류시         | 대 출슌            |  |
| 가나가와현 | 5구     | 코노 요헤이           | 코이즈미신일        | 카메이 요시유키     |                       |                   |      |                   |                     |                     |                     |                    |  |
| 야마나시현 | 현 전체 | 호리우치 미츠오       | 코시이시 아즈마     | 오자와 사키히토     | 요코우치 쇼메이       | 나카오 에이치     |      |                   |                     |                     |                     |                    |  |
| 도쿄도     | 1구     | 카이에다 반리         | 요사노 가오루       | 시바노 다이조       |                       |                   | 2구  | 이시하라 신타로   | 오우치 게이고       | 아라이 쇼케이       | 엔도 오토히코       | 우사미 노보루      |  |
| 도쿄도     | 3구     | 이시이 코키           | 쿠리모토 신이치로우 | 코스기 타카시       | 오치 미치오           |                   | 4구  | 야마다 히로시     | 마츠모토 젠메이     | 카스야무            | 타카하시 이치로     | 이시하라 노부테루  |  |
| 도쿄도     | 5구     | 사메지마 무네아키     | 요시다 코이치       | 이시이 케이이치     |                       |                   | 6구  | 카키자와 코지     | 후와 테츠조         | 아즈마 쇼조         | 니시카와 타이이치로 |                    |  |
| 도쿄도     | 7구     | 칸 나오토             | 와타나베 코이치로   | 오자와 키요시       | 오노 유리코           |                   | 8구  | 하토야마 쿠니오   | 후카야 타카시       |                     |                     |                    |  |
| 도쿄도     | 9구     | 오타 아키히로         | 하마노 다케시       | 나카지마 다케토시   |                       |                   | 10구 | 야마구치 나쓰오   | 가모시타 이치로     | 시마무라 요시노부   | 구지라오카 효스케   | 사사키 무쓰미      |  |
| 도쿄도     | 11구    | 이토 다쓰야           | 야마하나 사다오     | 타카기 요스케       | 이토 코스케           | 이와사 에미       |      |                   |                     |                     |                     |                    |  |
| 니가타현   | 1구     | 콘도원차              | 오자와 타츠오       | 세키야마 노부유키   |                       |                   | 2구  | 쿠리하라 히로히사 | 시라사와 사부로     | 이나바 야마토       |                     |                    |  |
| 니가타현   | 3구     | 타나카 마키코         | 호시노 유키오       | 사쿠라이 아라타     | 사카가미 토미오       | 무라야마 타츠오   | 4구  | 시라카와 카츠히코 | 타카토리 오사무     |                     |                     |                    |  |
| 도야마현   | 1구     | 주히로시              | 광야윤사            | 나가세 진엔         |                       |                   | 2구  | 와타누키 타미스케 | 타치바나 코우타로   | 하기야마 쿄곤       |                     |                    |  |
| 이시카와현 | 1구     | 오쿠다 요시카즈       | 모리 요시로         | 시마사키 유즈루     |                       |                   | 2구  | 가와라 쓰토무     | 사카모토 미소지     |                     |                     |                    |  |
| 후쿠이현   | 현 전체 | 야마모토 히로시       | 사사키 류조우       | 쓰지 가즈히코       | 히라이즈미 와타루     |                   |      |                   |                     |                     |                     |                    |  |
| 나가노현   | 1구     | 다나카 슈세이         | 와카바야시 마사토시 | 코사카 켄지         |                       |                   | 2구  | 하타 쓰토무       | 이데 쇼이치         | 호리고메 이쿠오     |                     |                    |  |
| 나가노현   | 3구     | 나카지마 마모루       | 오가와 겐           | 미야시타 소헤이     |                       |                   | 4구  | 무라이 진         | 카라사와 슌지로우   | 키타자와 세이코     |                     |                    |  |
| 기후현     | 1구     | 마츠다 이와오         | 무토 카분           | 노다 세이코         | 와타나베가장          | 카와이 마사토모   | 2구  | 후지이 타카오     | 카네코 카즈요시     | 야마시타 야스오     | 후루야 케이지       |                    |  |
| 시즈오카현 | 1구     | 대석천8               | 하라다 쇼조         | 마키노 세이슈       | 대규모 요시노리       | 마츠마에앙        | 2구  | 스기야마 노리오   | 사이토 토시츠구     | 마에지마 히데유키   | 키베 요시아키       | 쿠리하라 유타카강  |  |
| 시즈오카현 | 3구     | 쿠마가이 히로시       | 시오타니립          | 아베기웅            | 야나기사와 하쿠오     |                   |      |                   |                     |                     |                     |                    |  |
| 아이치현   | 1구     | 카와무라 타카시       | 아오키 히로유키     | 히라타미 남         | 사토 타이스케         |                   | 2구  | 아오야마 다카시   | 구사카와 쇼조우     | 아미오카 유우       | 구노 도우이치로     |                    |  |
| 아이치현   | 3구     | 가이후 도시키         | 에사키 데쓰마       | 사토 간주           |                       |                   | 4구  | 이토 에이세이     | 우라노 야스오키     | 이나가키 지쓰오     | 가와시마 미노루     |                    |  |
| 아이치현   | 5구     | 무라타 케이지로       | 하야카와 마사루     | 콘도 유타카         |                       |                   | 6구  | 아카마쓰 히로타카 | 이시다 고시로       | 오오타니 타다오     | 카타오카 타케시     |                    |  |
| 미에현     | 1구     | 오카다 가쓰야         | 사카구치 치카라     | 카와사키 지로       | 키타가와 타다시공     | 나카이 히로시     | 2구  | 타무라 겐         | 노로 아키히코       | 이시이 사토시       |                     |                    |  |
| 시가현     | 현 전체 | 타케무라 마사요시     | 카와바타 타츠오     | 야마시타 간리       | 우노 소스케           | 야마모토 츠토무   |      |                   |                     |                     |                     |                    |  |
| 교토부     | 1구     | 코쿠타 케이지         | 마에하라 세이지     | 이부키 분메이       | 타케우치 유즈루       | 오쿠다간생        | 2구  | 테라마에 겐       | 노나카 히로무       | 야마나 야스히데     | 타니가키 사다카즈   | 토요타 쥰다낭      |  |
| 오사카부   | 1구     | 타바타 마사히로       | 마사모리 세이지     | 오야 다카시         |                       |                   | 2구  | 타니구치 타카요시 | 나카야마 마사키     | 요시다 오사무       | 히가시나카 미츠오   | 사콘 마사오        |  |
| 오사카부   | 3구     | 후지무라 오사무       | 오오미 미기부       | 나카노 칸세이       | 이노우에 카즈나리     | 하라다헌          | 4구  | 시오카와 마사주로 | 쿠보 테츠지         | 야마모토 타카후미   | 요시이 히데카츠     |                    |  |
| 오사카부   | 5구     | 나카야마 타로         | 키타가와 카즈오     | 후지타 스미         | 니시무라 신고         | 와다 사다오       | 6구  | 사토 메구미       | 사토 시게키         | 츄우마 코우키       |                     |                    |  |
| 오사카부   | 7구     | 후쿠시마 유타카       | 나카무라 마사오     | 다루토코 신지       |                       |                   |      |                   |                     |                     |                     |                    |  |
| 효고현     | 1구     | 아카바 카즈요시       | 이시이 하지메       | 도이 류이치         | 오카자키 히로미       | 타카미 유우이치   | 2구  | 도이 타카코       | 코이케 유리코       | 미야모토 이치조     | 후유시바 테츠조     | 하라 겐자부로      |  |
| 효고현     | 3구     | 이노우에 키이치       | 토카이 키사부로     | 나가이 타카시신     |                       |                   | 4구  | 아카마츠 마사오   | 토이 덴 사부로      | 가와모토 토시오     | 고토 시게루         |                    |  |
| 효고현     | 5구     | 타니 요이치           | 요시오카 켄지       |                     |                       |                   |      |                   |                     |                     |                     |                    |  |
| 나라현     | 현 전체 | 타카이치 사나에       | 마에다 타케시       | 오쿠노 세이스케     | 모리모토 코지         | 타노세 료타로     |      |                   |                     |                     |                     |                    |  |
| 와카야마현 | 1구     | 나카니시 케스케       | 키시모토 미츠조     | 니시 히로요시       |                       |                   | 2구  | 니카이 토시히로   | 노다 미노루         |                     |                     |                    |  |
| 돗토리현   | 현 전체 | 이시바 시게루         | 히라바야시 코조     | 노사카코겐          | 아이자와 히데유키     |                   |      |                   |                     |                     |                     |                    |  |
| 시마네현   | 현 전체 | 다케시타 노보루       | 호소다 히로유키     | 이시바시 대길       | 앵내 요시오           | 니시키오리순      |      |                   |                     |                     |                     |                    |  |
| 오카야마현 | 1구     | 에다 사쓰키           | 봉택이치로          | 히라누마 타케오     | 히카사 카츠유키       | 쿠마시로 아키히코 | 2구  | 하시모토 류타로   | 이시다 미에         | 가토 무쓰키         | 패소지로            | 무라타 요시타카    |  |
| 히로시마현 | 1구     | 키시다 후미오         | 사이토 데쓰오       | 아키바 타다시리     | 아와야 토시노부       |                   | 2구  | 나카가와 히데나오 | 모리이 타다시양     | 이케다 유키히코     | 타니가와화수        |                    |  |
| 히로시마현 | 3구     | 미야자와 키이치       | 카메이 시즈카       | 야나기다 미노루     | 코모리 류방           | 사토 모리요시     |      |                   |                     |                     |                     |                    |  |
| 야마구치현 | 1구     | 아베 신조             | 하야시 요시로       | 카와무라 타케오     | 코가 타카후미         |                   | 2구  | 마츠오카 마스오   | 스이타 아키라       | 사토우마코토2       | 타카무라 마사히코   | 마스야 케이고      |  |
| 도쿠시마현 | 현 전체 | 고토우다 마사하루     | 야마구치 슌이치     | 엔도 카즈요시       | 암천가인              | 시치죠 아키라     |      |                   |                     |                     |                     |                    |  |
| 가가와현   | 1구     | 후지모토 타카오       | 키무라 요시오       | 미노 유미           |                       |                   | 2구  | 츠키하라 시게아키 | 모리타 하지메       | 오오노 요시노리     |                     |                    |  |
| 에히메현   | 1구     | 세키야 카츠히데       | 시오자키 야스히사   | 나카무라 시광       |                       |                   | 2구  | 오치 이다이라     | 무라카미 세이이치로 | 오노 신야           |                     |                    |  |
| 에히메현   | 3구     | 야마모토 코우이치     | 니시다 마모루       | 타나카 츠네토시     |                       |                   |      |                   |                     |                     |                     |                    |  |
| 고치현     | 현 전체 | 나카타니 겐           | 야마하라 켄지로우   | 이시다축임          | 고토 마사노리         | 야마모토 유지     |      |                   |                     |                     |                     |                    |  |
| 후쿠오카현 | 1구     | 야마자키 코타로       | 야마자키 타쿠       | 간자키 다케노리     | 오타 세이이치         | 마츠모토 류       | 2구  | 아소 다로         | 미하라조언          | 키타하시 켄지       | 히가시 쥰지         | 이와타순개         |  |
| 후쿠오카현 | 1구     | 나라사키미지조        |                     |                     |                       |                   | 3구  | 코가 마사히로     | 코가 마코토         | 곤도오 츠네오       | 호소야 오사무통     | 코가 잇세이        |  |
| 후쿠오카현 | 4구     | 야마모토 코조         | 지미 쇼자부로       | 히로토모 카즈오     | 나카니시 세키스케     |                   |      |                   |                     |                     |                     |                    |  |
| 사가현     | 현 전체 | 야마시타 토쿠오       | 호리 코스케         | 아이노 코우이치로우 | 오가타극양            | 사카이 타카노리   |      |                   |                     |                     |                     |                    |  |
| 나가사키현 | 1구     | 니시오카 타케오       | 하츠무라 켄이치로우 | 큐마 후미오         | 타구치 켄지           | 타카기 요시아키   | 2구  | 야마다 마사히코   | 카네코 겐지로우     | 토라시마 카즈오     | 야마자키 이즈미     |                    |  |
| 구마모토현 | 1구     | 호소카와 모리히로     | 노다 타케시         | 마츠오카 토시카츠   | 타나카 쇼우이치       | 쿠라타 사카키     | 2구  | 야가미아의        | 소노다 히로유키     | 토우게 요시유키     | 와타세헌명          |                    |  |
| 오이타현   | 1구     | 무라야마 도미이치     | 하타 사카에 지로    | 에토 세이시로       | 에토성일              |                   | 2구  | 요코미츠 카츠히코 | 타하라 타카시       |                     |                     |                    |  |
| 미야자키현 | 1구     | 에토 타카미           | 요네자와륭          | 오오하라 이치조     |                       |                   | 2구  | 호리노우치 히사오 | 모치나가 카즈미     |                     |                     |                    |  |
| 가고시마현 | 1구     | 야스오카 오키하루     | 미야지 카즈아키     | 토쿠다 토라오       | 미야자키 시게루1      |                   | 2구  | 오자토 사다토시   | 미츠시타 타다히로   | 하마다 켄이치       |                     |                    |  |
| 가고시마현 | 3구     | 야마나카 사다노리     | 니카이도 스스무     |                     |                       |                   |      |                   |                     |                     |                     |                    |  |
| 오키나와현 | 현 전체 | 니시메 쥰지           | 나카무라 세이지     | 우에하라 야스시조   | 후루겐 사네요시       | 미야자토 마츠마사 |      |                   |                     |                     |                     |                    |  |

### この選挙で当選
自民党   社会党   新生党   公明党   日本新党   民社党   共産党   さきがけ   社民連   無所属 
| 北海道   | 1区  |              | 長内順一   | 伊東秀子     |            | 佐藤静雄     | 2区  | 今津寛     |              | 佐々木秀典 | 金田英行   |            |  |
| 北海道   | 1区  | 池田隆一     |            |              |            |              | 3区  |            |              | 金田誠一   |            |            |  |
| 北海道   | 4区  |              | 高橋辰夫   |              |            |              | 5区  |            | 北村直人     |            |            | 永井哲男   |  |
| 青森県   | 1区  |              |            |              | 今村修     |              | 2区  | 木村守男   |              |            |            |            |  |
| 岩手県   | 1区  |              |            | 工藤堅太郎   | 中村力     |              | 2区  |            | 沢藤礼次郎\| |            |            |            |  |
| 宮城県   | 1区  |              |            |              | 千葉国男   |              | 2区  | 菊池福治郎 |              | 大石正光   |            |            |  |
| 秋田県   | 1区  | 佐藤敬夫     |            | 二田孝治     | 畠山健治郎 |              | 2区  |            | 笹山登生     | 御法川英文 |            |            |  |
| 山形県   | 1区  |              |            |              | 遠藤登     |              | 2区  |            | 阿部昭吾     |            |            |            |  |
| 福島県   | 1区  | 金子徳之介   |            | 増子輝彦     | 佐藤剛男   |              | 2区  |            | 斎藤文昭     |            | 穂積良行   | 荒井広幸   |  |
| 福島県   | 3区  |              | 木幡弘道   | 坂本剛二     |            |              |      |            |              |            |            |            |  |
| 茨城県   | 1区  | 塚田延充     |            |              | 葉梨信行   |              | 2区  |            |              |            |            |            |  |
| 茨城県   | 3区  |              |            | 赤城徳彦     | 二見伸明   | 竹内猛       |      |            |              |            |            |            |  |
| 栃木県   | 1区  |              |            | 簗瀬進       | 小林守     | 蓮実進       | 2区  |            |              |            | 青山二三   | 神田厚     |  |
| 群馬県   | 1区  |              |            | 田邊誠       |            |              | 2区  |            |              | 中島洋次郎 |            |            |  |
| 群馬県   | 3区  |              |            |              |            |              |      |            |              |            |            |            |  |
| 埼玉県   | 1区  | 今井宏       | 福留泰蔵   |              | 石田勝之   |              | 2区  | 山口敏夫   | 五十嵐文彦   | 宮地正介   | 矢島恒夫   |            |  |
| 埼玉県   | 3区  | 増田敏男     | 加藤卓二   | 糸山英太郎   |            |              | 4区  | 武山百合子 | 山田英介     |            |            |            |  |
| 埼玉県   | 5区  | 上田清司     |            | 若松謙維     | 福永信彦   |              |      |            |              |            |            |            |  |
| 千葉県   | 1区  |              | 岡島正之   | 鳥居一雄     |            | 志位和夫     | 2区  |            | 実川幸夫     |            | 須藤浩     |            |  |
| 千葉県   | 3区  |              |            | 大木正吾     |            |              | 4区  | 井奥貞雄   | 狩野勝       | 長浜博行   | 富田茂之   | 田中甲     |  |
| 神奈川県 | 1区  | 中田宏       | 上田勇     | 小此木八郎   |            |              | 2区  | 永井英慈   |              | 市川雄一   | 松沢成文   |            |  |
| 神奈川県 | 3区  |              |            | 河上覃雄     | 加藤万吉   | 中島章夫     | 4区  | 佐藤謙一郎 | 上田晃弘     | 米田建三   | 土田龍司   |            |  |
| 神奈川県 | 5区  |              | 小泉晨一   |              |            |              |      |            |              |            |            |            |  |
| 山梨県   | 全県 |              | 輿石東     |              | 横内正明   |              |      |            |              |            |            |            |  |
| 東京都   | 1区  |              |            | 柴野たいぞう |            |              | 2区  |            |              | 新井将敬   | 遠藤乙彦   | 宇佐美登   |  |
| 東京都   | 3区  | 石井紘基     | 栗本慎一郎 |              |            |              | 4区  | 山田宏     | 松本善明     |            | 高橋一郎   |            |  |
| 東京都   | 5区  | 鮫島宗明     | 吉田公一   |              |            |              | 6区  |            | 不破哲三     | 東祥三     | 西川太一郎 |            |  |
| 東京都   | 7区  |              | 渡辺浩一郎 |              | 大野由利子 |              | 8区  |            |              |            |            |            |  |
| 東京都   | 9区  |              | 浜野剛     | 中島武敏     |            |              | 10区 | 山口那津男 |              |            |            | 佐々木陸海 |  |
| 東京都   | 11区 |              |            | 高木陽介     |            | 岩佐恵美     |      |            |              |            |            |            |  |
| 新潟県   | 1区  |              |            | 関山信之     |            |              | 2区  | 栗原博久   | 白沢三郎     | 稲葉大和   |            |            |  |
| 新潟県   | 3区  |              | 星野行男   |              | 坂上富男   |              | 4区  |            |              |            |            |            |  |
| 富山県   | 1区  | 住博司       | 広野允士   |              |            |              | 2区  |            | 橘康太郎     | 萩山教嚴   |            |            |  |
| 石川県   | 1区  |              |            | 嶋崎譲       |            |              | 2区  |            |              |            |            |            |  |
| 福井県   | 全県 | 山本拓       | 笹木竜三   | 辻一彦       |            |              |      |            |              |            |            |            |  |
| 長野県   | 1区  |              |            |              |            |              | 2区  |            |              | 堀込征雄   |            |            |  |
| 長野県   | 3区  |              | 小川元     |              |            |              | 4区  |            |              | 北沢清功   |            |            |  |
| 岐阜県   | 1区  |              |            |              | 渡辺嘉蔵   | 河合正智     | 2区  |            |              | 山下八洲夫 |            |            |  |
| 静岡県   | 1区  |              |            | 牧野聖修     | 大口善徳   | 松前仰       | 2区  | 杉山憲夫   |              | 前島秀行   |            | 栗原裕康   |  |
| 静岡県   | 3区  |              |            | 安倍基雄     |            |              |      |            |              |            |            |            |  |
| 愛知県   | 1区  | 河村たかし   | 青木宏之   | 平田米男     | 佐藤泰介   |              | 2区  | 青山丘     | 草川昭三     | 網岡雄     | 久野統一郎 |            |  |
| 愛知県   | 3区  |              | 江﨑鐵磨   |              |            |              | 4区  | 伊藤英成   |              |            | 川島實     |            |  |
| 愛知県   | 5区  |              | 早川勝     | 近藤豊       |            |              | 6区  |            |              | 大谷忠雄   | 片岡武司   |            |  |
| 三重県   | 1区  |              |            |              | 北川正恭   |              | 2区  |            | 野呂昭彦     | 石井智     |            |            |  |
| 滋賀県   | 全県 |              |            |              |            | 山元勉       |      |            |              |            |            |            |  |
| 京都府   | 1区  | 穀田恵二     |            |              | 竹内譲     |              | 2区  | 寺前巌     |              | 山名靖英   |            | 豊田潤多郎 |  |
| 大阪府   | 1区  | 田端正広     | 正森成二   | 大矢卓史     |            |              | 2区  | 谷口隆義   |              | 吉田治     | 東中光雄   | 左近正男   |  |
| 大阪府   | 3区  |              |            |              |            |              | 4区  |            | 久保哲司     | 山本孝史   | 吉井英勝   |            |  |
| 大阪府   | 5区  |              |            | 藤田スミ     | 西村眞悟   | 和田貞夫     | 6区  |            | 佐藤茂樹     | 中馬弘毅   |            |            |  |
| 大阪府   | 7区  | 福島豊       | 中村正男   |              |            |              |      |            |              |            |            |            |  |
| 兵庫県   | 1区  | 赤羽一嘉     |            | 土肥隆一     | 岡崎宏美   | 高見裕一     | 2区  | 土井たか子 |              | 宮本一三   |            |            |  |
| 兵庫県   | 3区  |              |            |              |            |              | 4区  | 赤松正雄   |              |            | 後藤茂     |            |  |
| 兵庫県   | 5区  |              | 吉岡賢治   |              |            |              |      |            |              |            |            |            |  |
| 奈良県   | 全県 |              |            |              |            | 田野瀬良太郎 |      |            |              |            |            |            |  |
| 和歌山県 | 1区  |              | 岸本光造   | 西博義       |            |              | 2区  |            | 野田実       |            |            |            |  |
| 鳥取県   | 全県 |              |            |              |            |              |      |            |              |            |            |            |  |
| 島根県   | 全県 |              |            | 石橋大吉     |            | 錦織淳       |      |            |              |            |            |            |  |
| 岡山県   | 1区  |              | 逢沢一郎   |              |            | 熊代昭彦     | 2区  |            | 石田美栄     |            | 貝沼次郎   |            |  |
| 広島県   | 1区  |              | 斉藤鉄夫   | 秋葉忠利     | 粟屋敏信   |              | 2区  |            |              |            |            |            |  |
| 広島県   | 3区  |              |            |              | 小森龍邦   |              |      |            |              |            |            |            |  |
| 山口県   | 1区  |              |            |              | 古賀敬章   |              | 2区  | 松岡満寿男 | 吹田あきら   |            |            | 桝屋敬悟   |  |
| 徳島県   | 全県 |              |            | 遠藤和良     | 岩浅嘉仁   | 七条明       |      |            |              |            |            |            |  |
| 香川県   | 1区  |              | 木村義雄   | 三野優美     |            |              | 2区  | 月原茂皓   |              |            |            |            |  |
| 愛媛県   | 1区  |              |            | 中村時広     |            |              | 2区  |            |              | 小野晋也   |            |            |  |
| 愛媛県   | 3区  |              |            | 田中恒利     |            |              |      |            |              |            |            |            |  |
| 高知県   | 全県 |              | 山原健二郎 | 石田祝稔     | 五島正規   |              |      |            |              |            |            |            |  |
| 福岡県   | 1区  | 山崎広太郎\| |            |              |            |              | 2区  |            | 三原朝彦     | 北橋健治   | 東順治     | 岩田順介   |  |
| 福岡県   | 1区  | 楢崎弥之助   |            |              |            |              | 3区  | 古賀正浩   |              | 権藤恒夫   | 細谷治通   | 古賀一成   |  |
| 福岡県   | 4区  |              |            | 弘友和夫     |            |              |      |            |              |            |            |            |  |
| 佐賀県   | 全県 |              |            | 愛野興一郎   | 緒方克陽   | 坂井隆憲     |      |            |              |            |            |            |  |
| 長崎県   | 1区  |              | 初村謙一郎 |              | 田口健二   |              | 2区  |            | 金子原二郎   | 虎島和夫   | 山崎泉     |            |  |
| 熊本県   | 1区  |              |            |              | 田中昭一   | 倉田栄喜     | 2区  | 矢上雅義   | 園田博之     |            | 渡瀬憲明   |            |  |
| 大分県   | 1区  |              |            |              | 衛藤晟一   |              | 2区  | 横光勝彦   |              |            |            |            |  |
| 宮崎県   | 1区  |              | 米沢隆     |              |            |              | 2区  |            | 持永和見     |            |            |            |  |
| 鹿児島県 | 1区  |              | 宮路和明   | 徳田虎雄     |            |              | 2区  |            |              | 浜田健一   |            |            |  |
| 鹿児島県 | 3区  |              |            |              |            |              |      |            |              |            |            |            |  |
| 沖縄県   | 全県 | 西銘順治     | 仲村正治   |              | 古堅実吉   | 宮里松正     |      |            |              |            |            |            |  |

### 이 선거로 첫당선
※첫당선자 가운데, 참의원의원 경험자에게는 「※」의 표시를 하고 있습니다.

#### 자유민주당
- 아베 신조
- 아라이 히로유키
- 이나바 야마토
- 오코노기 하치로
- 오노 신야

- 카네타 에이코우
- 키시다 후미오
- 키시모토 미츠조
- 쿠마시로 아키히코
- 쿠리하라 유타카강

<divstyle="float: left; vertical-align: top; white-space: nowrap; margin-right: 1em;">
- 사이토 후미아키
- 사토 타츠오
- 시오자키 야스히사
- 시치죠 아키라
- 타치바나 코우타로

- 타노세 료타로
- 네모토 타쿠미
- 노다 세이코
- 하스미 스스무
- 하마다 야스카즈

- 하야시 모토오
- 후지이 타카오※
- 미츠시타 타다히로
- 야마오카 켄지※
- 야마모토 코우이치

- 요네다 켄조

#### 일본 사회당
- 이케다 류이치
- 이마무라 오사무
- 하마다 켄이치
- 하타케야마 켄지로우
- 야마자키 이즈미

#### 공명당
- 아오야마 후미
- 아카바 카즈요시
- 아카마츠 마사오
- 이시이 케이이치
- 우에다 아키라홍

- 우에다 이사무
- 대규모 요시노리
- 오타 아키히로
- 오사나이 쥰이치
- 카와이 마사토모

- 쿠보 테츠지
- 사이토 테츠오
- 사토 시게키
- 타카기 요스케
- 타케우치 유즈루

- 타니구치 타카요시
- 타바타 마사히로
- 치바 쿠니오
- 토미타 시게유키
- 니시 히로요시

- 히로토모 카즈오
- 후쿠시마 유타카
- 후쿠토메 야스시 창고
- 마스야 케이고
- 야마나 야스히데

- 와카마츠 카네시게

#### 일본 공산당
- 코쿠타 케이지
- 사사키륙해
- 시이 카즈오

#### 민사당
- 니시무라 신고

#### 신생당
- 아오키 히로유키
- 암천가인
- 우에다 키요시
- 에자키철마
- 오오타니 타다오

- 쿠도 켄타로
- 코가 타카후미
- 지츠카와 유키오
- 시바노 다이조
- 시라사와 사부로

- 츠치다 류시
- 토요타 쥰다낭
- 니시카와 타이이치로
- 광야윤사
- 마츠자와 시게후미

- 미야모토 이치조
- 야마다 마사히코
- 야마모토 고조
- 요시다 코이치

#### 신당사끼가께
- 이시다 카츠유키
- 우사미 노보루
- 타나카 코우
- 니시키오리순

#### 일본신당
- 아라이 사토시
- 이가라시 후미히코
- 이시이 코키
- 이토 다쓰야
- 이마이 히로시

- 에다노 유키오
- 오자와 사키히토
- 카이에다 반리
- 카모시타 이치로
- 카와무라 타카시

- 코이케 유리코※
- 코이즈미신일
- 코바타 히로미치
- 사메지마 무네아키
- 스도우 히로시

- 타카미 유우이치
- 타케야마 유리코
- 타루토코 신지
- 나가이 에이지
- 나카지마 아키오

- 나카다 히로시
- 나가하마 히로유키
- 나카무라시 광
- 노다 요시히코
- 하츠무라 켄이치로우

- 후지무라 오사무
- 호소카와호희※
- 마에하라 세이지
- 마키노 세이슈
- 모테기 토시미츠

- 야가미아의
- 야마자키 코타로
- 야마다 히로시
- 야마모토 타카후미
- 와타나베 코이치로

#### 무소속
- 이시다 미에
- 엔도 토시아키
- 카네타 세이이치
- 쿠리하라 히로히사
- 쿠리모토 신이치로우

- 겐바 코이치로
- 사사키 류3
- 타카이치 사나에
- 타나카 마키코
- 나가이 테츠오

- 나카무라 츠토무
- 마츠오카 마스오※
- 요코우치 쇼메이
- 요코미츠 카츠히코
- 요시다 오사무

### 이 선거로 복귀

#### 자유민주당
- 이나가키 미노루남
- 에토 타카미
- 오가와 겐
- 키쿠치 후쿠지로우
- 사토 시즈오

- 시라카와 카츠히코
- 타카하시 타츠오
- 타케우치려일
- 타나카 나오키
- 다마자와 토쿠이치로우

- 나카가와 히데나오
- 니시메 쥰지
- 후지모토 타카오
- 히라바야시 코조
- 호리우치 미츠오

- 야스오카 오키하루
- 야마나카 사다노리
- 와카바야시 마사토시

#### 일본 사회당
- 사카가미 토미오

#### 공명당
- 사카구치 치카라

#### 일본 공산당
- 이와사 에미
- 나카지마 타케시민
- 마츠모토 젠메이
- 야지마 츠네오

#### 민사당
- 아오야마 언덕
- 아베기웅
- 키타하시 켄지
- 츠카다연충

#### 신생당
- 사사야마 노보루생
- 츠키하라 시게아키

#### 무소속
- 이토야마 에이타로
- 오야탁사
- 콘도 유타카
- 호리노우치 히사오

### 이 선거로 은퇴

#### 자유민주당
- 이토 마사요시
- 이마이 이사무
- 우치우미영남
- 에자키 마스미
- 쿠라나리 타다시

- 쿠리하라우행
- 시오자키 쥰
- 하마다 고이치
- 하야시대간
- 마츠우라 아키라

- 와타나베 에이치

#### 일본 사회당
- 아베미희남
- 우에다리정
- 고바야시항인
- 사토 케이지
- 사토 오쿠오

- 니이무라 카츠오
- 관청정
- 타케베문
- 호리 마사오
- 마츠우라리상

- 무라야마 키치
- 산중말치
- 와타나베 유키오

#### 공명당
- 아사이 미유키
- 오사다 타케시
- 단야청
- 쿠사노 타케시
- 코타니 아키라2

- 사이토절
- 사카이 코이치
- 타케우치 카츠히코
- 타마구스쿠 에이치
- 나카무라 겐

- 니시나카 키요시
- 하루타 시게아키
- 후시키 가즈오
- 후지와라방웅
- 후시야 슈우지

- 시추히데히코
- 수중요시히코
- 야노 준야
- 요시이 히카루조
- 와타나베 이치로

#### 일본 공산당
- 사토우홍

#### 민사당
- 영말 에이이치

#### 진보당
- 타가와 세이치

#### 무소속
- 아베 후미오

### 이 선거로 낙선

#### 자유민주당
- 아오키 마사히사
- 아사노 카츠히토
- 이시카와 요조
- 이마에다 타카시 수컷
- 이와무라 우이치로우

- 상초의휘
- 우에타케 시게오
- 에구치 카즈오
- 엔도 타케히코
- 오오츠카 유우지

- 오노 아키라
- 카메이 히사오키
- 키타가와 이시마츠
- 코노이케 요시타다
- 고바야시 코키

- 스기우라 세이켄
- 스즈키 츠네오
- 다나베 구니오
- 타나베 히로오
- 토츠카 신야

- 나카야마 나리아키
- 하마다 타쿠지로
- 하라다 요시아키
- 토우리키
- 히라타 신이치로우

- 마에다 타다시
- 마스오카 히로유키
- 마키노 타카모리
- 마츠모토 쥬우로우
- 마나베 히카루광

- 광무현
- 야나기모토 타쿠지
- 와타나베 히데오

#### 일본 사회당
- 아리카와 세이지
- 이케다 모토히사
- 이토 츄지
- 이노우에보방
- 우에다 타카시3
- 우에다 테쓰
- 우츠노미야 마유미
- 오카다 토시하루
- 오가와 쿠니히코
- 오가와 마코토

- 오키타 마사토
- 오자와극개
- 오노 신이치
- 가토 시게시가을
- 카와사키 간지
- 카와마타 켄지로우
- 키시 하치로
- 키타가와 아키노리
- 목간장
- 쿠시하라도리 곧

- 코이와이 키요시
- 코마츠정남
- 사이토 카즈오
- 사토항청
- 시가 가즈오
- 시부사와리구
- 시미즈 이사무
- 신모리 타츠오
- 스즈키 요시히사자
- 스즈키 히사시

- 센고쿠 요시토
- 타카자와 토라남
- 타케무라 유키오
- 타나미 타네아키
- 타니무라 케스케
- 츠츠이 노부타카
- 츠네마츠 유우시
- 토키자키 유우지
- 외구 계란
- 토다국웅

- 토미즈카 미츠오
- 나카자와 켄지
- 하세 유리코
- 바바 노보루
- 후지타고민
- 마츠바라수웅
- 미즈타 미노루
- 무토 산지
- 메구로 키치노스케
- 모토노부요

- 야스다 슈죠
- 야스다범
- 야마우치 히로시
- 산중방기
- 요시다 카즈코
- 요시다 다다시수컷
- 와다 시즈오

#### 공명당
- 이노우에 요시히사

#### 일본 공산당
- 오자와 카즈아키
- 카네코 미츠루광
- 키지마 히데오
- 코다마 켄지
- 칸노 에츠코

- 십제일
- 미우라 히사시

#### 민사당
- 츠카모토 사부로
- 와다 카즈히토

#### 신생당
- 우오즈미 히로히데

#### 신당사끼가께
- 이와야 타케시

#### 이타바시 민주당
- 시부야 오사무

#### 무소속
- 사와다광
- 스가와라 키쥬로
- 후지나미 타카오

## 선거 후

### 국회
제127 국회
회기：1993년8월 6일 - 8월 14일
- 중의원의장 선거거

도이 다카코(사회당)-264표 오쿠노 세이스케(자민당)-222표 야마하라 켄지로우(공산당)-15표무효-2표
- 중의원부의장 선거

쿠지라오카 효우스케(자민당)-477표무효-29표
- 수반 지명 선거(중의원 의결)

호소카와 모리히로(일본신당)-262표고노 요헤이(자민당)-224표후와 테츠조(공산당)-15표야마하나 사다오(사회당)-2표

## 같이 보기
- 춘사건
- 거짓말쟁이 해산
- 비자민·비공산 연립 정권